# Abdul Rahman al-Iryani

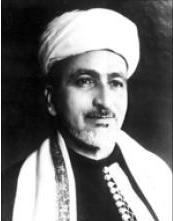
O presidente da República Árabe do Iêmen, Abdul Rahman al-Iryani.

Abdul Rahman Yahya Al-Eryani (em árabe: عبد الرحمن الإرياني) (nascido em 1908 - falecido em 14 de março de 1998) foi  Presidente da República Árabe do Iêmen de 5 de novembro de 1967 a 13 de junho de 1974. Al-Eryani era um líder do grupo de oposição de Al-Ahrar, durante a época do Reino do Iêmen.  Ele serviu como ministro de doações religiosas sob o primeiro governo republicano do Iêmen do Norte, e foi o único civil a ter liderado o Iêmen do Norte.